# Domodedovskaja
Domodedovskaja (in russo Домодедовская?) è una stazione della linea Zamoskvoreckaja, la linea 2 della metropolitana di Mosca. Fu completata nel 1985 e prende il nome dall'Aeroporto Internazionale Domodedovo, situato a circa 15 km a sud della stazione, lungo l'Autostrada Kashirkoye. Dalla stazione a Domodedovo esiste un regolare servizio di autobus shuttle.
Come molte altre stazioni costruite negli anni settanta e ottanta, Domodedovskaja ha un tema decorativo legato a ciò che la circonda. Il tema in questa stazione è infatti legato all'aviazione: i pilastri sono decorati in marmo bianco con inserti scuri, mentre le mura sono decorate con targhe che ritraggono aerei sovietici. Gli architetti furono N.A. Aleshina e N.K. Samoylova.